# Международный день борьбы за ликвидацию нищеты
«Международный день борьбы за ликвидацию нищеты» (на других официальных языках ООН: англ. International Day for the Eradication of Poverty, араб. اليوم الدولي للقضاء على الفقر, ‎исп. Día International para la erradicación de la Pobreza, кит. 消除贫穷国际日, фр. la Journée internationale pour l'élimination de la pauvreté
) — отмечается с 1993 года ежегодно, 17 октября. Был провозглашён Генеральной Ассамблеей ООН (резолюция № A/RES/47/196) 22 декабря 1992 года.
В своей резолюции Генеральная Ассамблея ООН, приветствовав тот факт, что в этот день по инициативе одной из межправительственных организаций отмечался «День борьбы за преодоления крайней нищеты», призвала все государства проводить в этот день пропаганду мероприятий по ликвидации нищеты и бедности.

## История дня 17 октября
17 октября 1987 года около 100 тысяч человек разных сословий из нескольких стран мира собрались в Париже, на площади Прав человека — Трокадеро (фр. place du Trocadéro). Они выразили своё неприятие нищеты. Требуя соблюдение прав человека, правозащитники поддержали лозунг Отца Жозефа Вресински (фр. Joseph Wresinski, пол. Józef Wrzesiński) основателя Международного движения АТД «Четвёртый мир»: «Там, где человек вынужден жить в нищете, нарушаются права человека. Объединиться в борьбе за уважение этих прав есть священный долг каждого».
В этот день на площади Трокадеро был заложен памятный камень.
В дальнейшем, по инициативе Международного движения за оказание помощи бедствующим группам населения — «Четвёртый мир», «День борьбы за преодоления крайней нищеты» отмечался неправительственными организациями ежегодно, вплоть до принятия резолюции Генеральной Ассамблеей ООН.

## Статистические сведения
- В 2005 г. ежедневно от нищеты умирало 30 000 детей.
- В 2005 г. 2,5 млрд человек жили менее чем на 2 доллара в день.
- В 2005 г. 2,6 млрд человек не имели возможности пользоваться канализацией.

## Темы международного дня
- 2005 — «Достижение целей в области развития, сформулированных в Декларации тысячелетия: расширение возможностей беднейших слоёв населения».
- 2006 — «Общими усилиями покончим с нищетой»
- 2007 — «Люди, живущие в бедности, как движущая сила перемен: 20 годовщина Международного дня борьбы за ликвидацию нищеты»
- 2008 — «Права человека и достоинство людей, проживающих в условиях нищеты»
- 2009 — «Дети и семьи выступают против нищеты»
- 2010 — «От нищеты к достойной работе: преодоление разрыва».
- 2011 — «От бедности к устойчивости: люди в центре инклюзивного развития»
- 2012 — «Прекращение насилия в условиях крайней нищеты: содействие расширению прав и возможностей и построение мира»
- 2013 — «Совместная работа во имя мира без дискриминации: использование опыта и знаний людей, живущих в крайней нищете»
- 2014 — «Никого не оставляйте позади: думайте, решайте и вместе действуйте против крайней бедности»
- 2015 — «Построение устойчивого будущего: объединение, чтобы положить конец бедности и дискриминации»
- 2016 — «От унижения и исключения к участию: искоренение бедности во всех ее формах»
- 2017 — «Отвечая на призыв к действиям по преодолению нищеты 17 октября: на пути к мирным и инклюзивным сообществам»
- 2018 — «Присоединяйтесь к самым обездоленным, чтобы построить мир, в котором повсеместно уважаются права и достоинство человека»
- 2019 — «Действуйте сообща, чтобы дать детям, их семьям и сообществам возможность покончить с бедностью»
- 2020 — «Действуйте сообща для достижения социальной и экологической справедливости для всех людей»
- 2021 — «Строим вместе: покончим с устойчивой бедностью, уважая всех людей и нашу планету»
- 2022 — «Достоинство для всех на практике: обязательства, которые мы принимаем вместе во имя социальной справедливости, мира и планеты»
- 2023 — «Достоинство для всех на практике: обязательства, которые мы принимаем вместе во имя социальной справедливости, мира и планеты»